# Penny Rimbaud

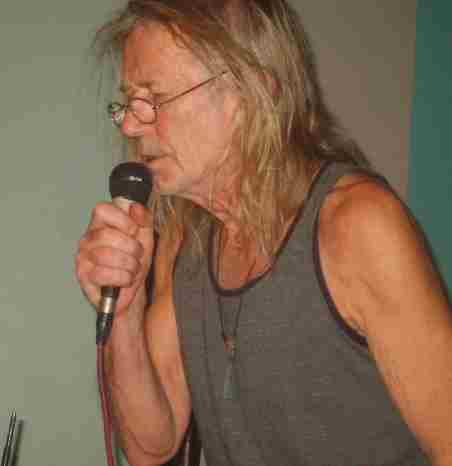
Penny Rimbaud 2006

Penny Rimbaud (* 8. Juni 1943 in Northwood, Middlesex; bürgerlich Jeremy John Ratter) ist ein englischer Musiker, Produzent, Tontechniker, Sounddesigner und Schriftsteller. Er gründete 1977 mit Freunden die Anarcho-Punk-Band Crass.
Penny Rimbaud (namensgebend war der Dichter Arthur Rimbaud) gilt als ideologischer Mentor und Initiator des anarchistischen Konzepts der Band. Er war Schlagzeuger und Texter. Bereits während dieser Zeit arbeitete er auch aktiv als Produzent, Tontechniker und Sounddesigner für das Plattenlabel Crass Records. Seine Klangcollagen und Schleifen aus Radio-, TV- und Störgeräuschen, sowie sein charakteristisches Schlagzeugspiel prägen bis heute seine Produktionen.
Penny Rimbaud hat bereits in den 1970ern die Erlebnisse mit der Band in Essays beschrieben und ist bis jetzt als Schriftsteller tätig. Seine Autobiographie Shibboleth, My Revolting Life ist 2004 auch in deutscher Sprache erschienen.
Er lebt in der alten Crass-Kommune am Rand der zeremoniellen Grafschaft Essex und arbeitet als Solo-Künstler und gemeinsam mit ehemaligen Crass-Mitgliedern.